# Центральный парк культуры и отдыха (Волгоград)
Центральный парк культуры и отдыха Волгограда расположен в Центральном районе города Волгограда на берегу реки Волги.

## История парка
С конца XIX века на территории парка располагался Нобелевский городок. Центральный парк культуры и отдыха Волгограда начинал свою историю в 1960-е годы, когда в центральной части города были начаты активные строительные работы. Первый проект парка был подготовлен в 1967 году. В дальнейшем его несколько раз корректировали и изменяли. 11 июня 1996 года центральный парк получил официальный статус «муниципального учреждения культуры» Волгограда.
В последние годы территория парка, общей площадью в 26 га, пришла в запустение. В апреле 2013 года, во время официального визита азербайджанской делегации в Волгоград, была достигнута договоренность о строительстве на части территории Центрального парка культуры и отдыха — парка «Баку».

## Инфраструктура
В настоящее время площадь парка, расположенного в живописном месте Волгограда на берегу реки Волга, составляет 29 га, где произрастает около 10 тысяч деревьев 50 наименований. На территории парка функционируют более 20 аттракционов, из которых 16 механических, в том числе 2 аттракциона особой сложности — «Колесо обозрения» и карусель «Орбита». Общая протяжённость аллей парка составляет более 6 км.По состоянию на 11 июля 2013 года в данном парке нет ни одного обозначенного выше аттракциона. Вся территория до безобразия запущена, что непростительно для властей города такой величины.

## Строительство на территории парка
На территории ЦПКиО было возведено шесть высотных жилых зданий. По состоянию на июнь 2013 года ведётся строительство ещё одного дома.
В рамках подготовки к чемпионату мира 2018 года  на территории парка планировалось строительство гостиниц.